# Hofferia schmiedeknechti
Hofferia schmiedeknechti là một loài ong trong họ Megachilidae. Loài này được Schletterer miêu tả khoa học đầu tiên năm 1889.